# Iwan Praszko
Iwan Praszko (ukr. Іва́н Прашко́, ang. Ivan Prasko; ur. 1 maja 1914 r. w Zbarażu, zm. 28 stycznia 2001 r. w Melbourne) – duchowny greckokatolicki, biskup Kościoła katolickiego obrządku bizantyjsko-ukraińskiego, egzarcha apostolski w Australii (1958-1982), biskup ordynariusz eparchii św. Piotra i Pawła w Melbourne (1982-1992).

## Życiorys
Iwan Praszko urodził się 1 maja 1914 r. w Zbarażu na terenie Galicji w ówczesnych Austro-Węgrzech. Studiował na Greckokatolickiej Akademii Teologicznej we Lwowie. W 1937 r. wyjechał na studia do Rzymu (m.in. na Papieskim Uniwersytecie Urbaniana), gdzie przyjął święcenia kapłańskie z rąk Dionisijego Njaradiego 2 kwietnia 1939 r. W kolejnych latach studiował na Papieskim Uniwersytecie Gregoriańskim i w Papieskim Instytucie Wschodnim, uzyskując doktorat w 1943 r.
W 1950 r. ks. Praszko przybył do Australii, by pełnić tu posługę duszpasterską wśród miejscowych grekokatolików. Od 1950 do 1958 r. był proboszczem w parafii św. Piotra i Pawła w Melbourne. 10 maja 1958 r. został mianowany egzarchą apostolskim dla katolików obrządku bizantyjsko-ukraińskiego w Australii, Nowej Zelandii i Oceanii oraz biskupem tytularnym Zygris. Święcenia biskupie otrzymał 19 października 1958 r. w Melbourne. 19 grudnia 1982 został mianowany eparchą (biskupem diecezjalnym) nowo kreowanej eparchii św. Piotra i Pawła w Melbourne. 20 stycznia 1993 r. został biskupem seniorem.
Zmarł 28 stycznia 2001 r. w Melbourne. Nabożeństwo żałobne odbyło się w katedrze św. Piotra i Pawła, z udziałem zwierzchnika Kościoła katolickiego obrządku bizantyjsko-ukraińskiego kardynała Lubomyra Huzara.
Biskup Praszko został pochowany w podziemiach katedry w Melbourne.
W Zbarażu, w rodzinnym mieście biskupa, na zamku znajduje się muzeum Iwana Praszko.